# Clonakilty
Clonakilty (en irlandès Cloich na Coillte) és una ciutat d'Irlanda, al comtat de Cork, a la província de Munster. Està situada aproximadament a 45 minuts per carretera a l'oest de Cork. Està situada al cap de la badia de Clonakilty i envoltada per un camp una mica elevat força apte per a l'agricultura. La població és de 4.721.
La vila va guanyar el premi de la Competició de Ciutats Ordenades d'Irlanda en 1999 i des d'aleshores cada any obté premis pel seu esforç mediambiental La neteja és resultat de l'esforç dels botiguers locals i dels funcionaris. El 2003 Clonakily esdevingué la primera ciutat oficial Fair Trade. En 2007 va obtenir per primer cop per a una ciutat irlandesa l'estatut de Destí Europeu d'Excel·lència atorgat per la Comissió Europea en una cerimònia a Portugal.

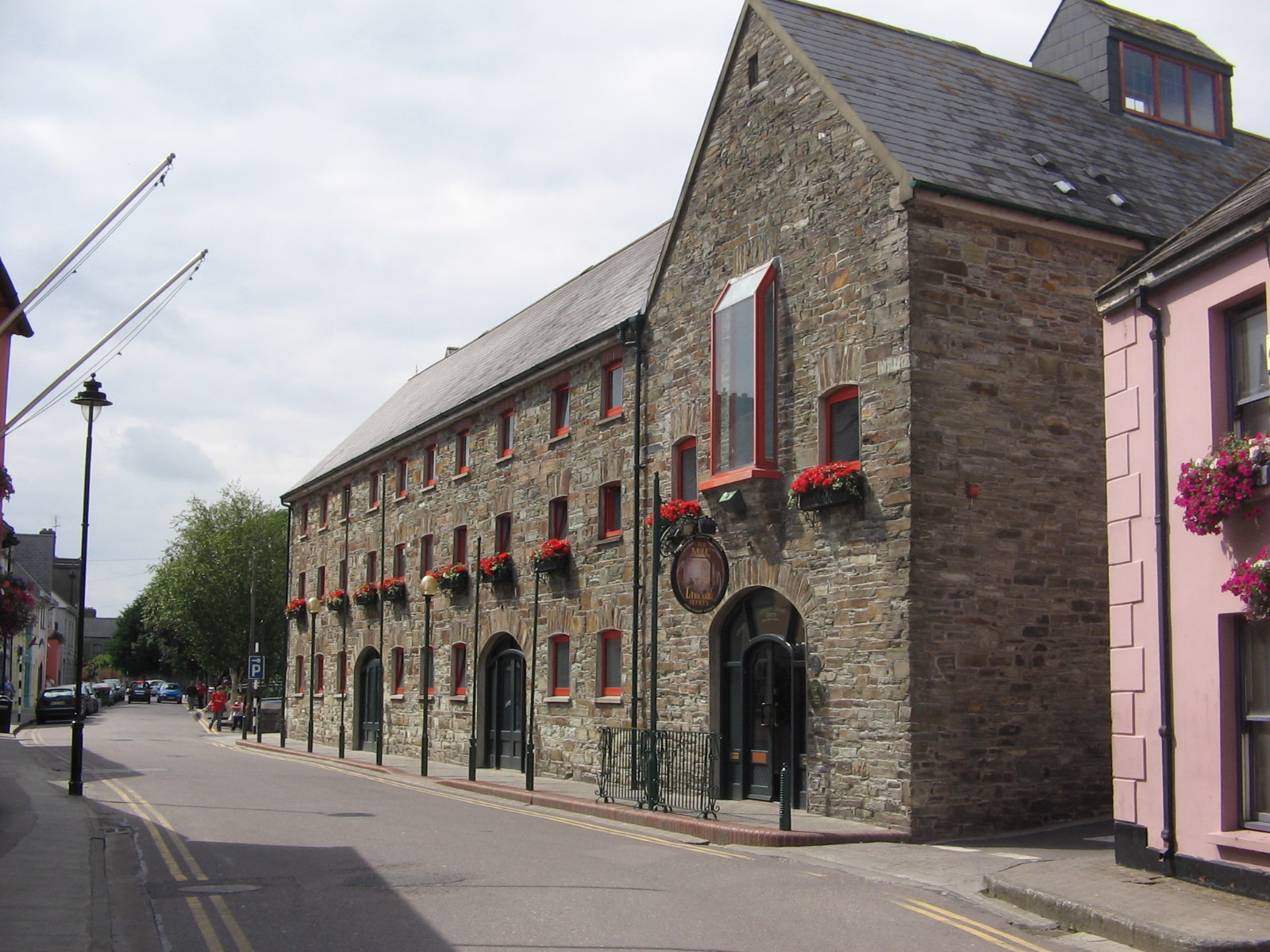
Llibreria de Clonakilty.

## Història

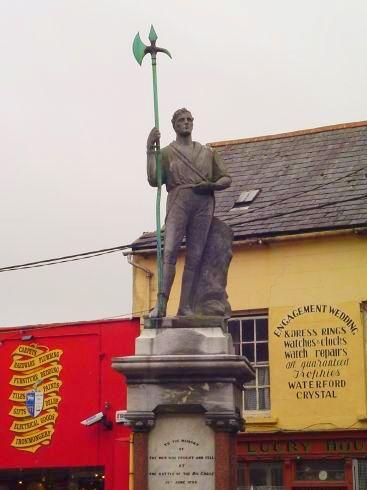
Estàtua de la Batalla de Big Cross, Clonakilty.

Clonakilty es coneix com "l'únic indret a tot Munster on fou colpejada per una mena de sort durant l'aixecament del '98". Hi ha una estàtua commemorativa per a la Batalla de Big Cross a Astna Square al centre de Clonakilty.
Mícheál Ó Coileáin, qui fou el líder de l'IRA durant la guerra angloirlandesa durant el 1920-1921 i després durant l'Estat Lliure Irlandès, va viure i va anar de petit a l'escola de Clonakilty. És considerat com una de les principals figures de la història irlandesa. Va morir en una emboscada provocada pels contraris al tractat durant la guerra civil irlandesa. Hi ha una estàtua seva feta per Kevin Holland en 2002 al centre de Clonakilty. Es pot veure al xamfrà entre Bridge Street i Emmet Square.
També hi ha els Jardins Kennedy a Emmet square al centre de la vila. Van rebre aquest nom en homenatge al president dels Estats Units John F. Kennedy. En junt de 2012 Clonalkity va patir una inundació.

## Esports
Clonakilty té un club de la GAA, dos clubs de futbol (Clonakilty A.F.C, Clonakilty Town), un equip de rugbi i un club d'arts marcials (Warrior Tae Kwon Do).
Els equips han aconseguit en els darrers anys guanyar el Campionat de Futbol Sènior de Cork en 2009, 1996, i arribant a la final en 2003. El Clonakilty RFC també va tenir un equip de rugbi sènior en 2001 i habitualment juga a la segona divisió de l'All Ireland Rugby League. Clonakilty va guanyar el seu primer títol de hurling del comtat quan el 2007 va aconseguir el Campionat de Hurling Menor B de Cork. El Clonakilty A.F.C. ha guanyat la Copa Beamish Cup en 2008 i 1995. Els alumnes del Club "Warrior Tae Kwon Do" de Clonakilty competeixen en les varietats de Tae Kwon Do, Kickboxing i Freestyle i del club hab sortit quatre campions del món en diverses disciplines d'arts marcials.